# Dipterocarpus scaber
Dipterocarpus scaber là một loài thực vật có hoa trong họ Dầu. Loài này được Buch.-Ham. mô tả khoa học đầu tiên năm 1826.